# Christina Ekberg
Alfrida Christina Ekberg (i riksdagen kallad Ekberg i Huvudsta), född Carlsson 23 februari 1874 i Stockholm, död där 24 juni 1936, var en svensk politiker (socialdemokraterna).
Christina Ekberg var riksdagsledamot i andra kammaren för Stockholms läns valkrets 1927–1928.
Ekberg blev medlem i socialdemokraterna 1893. Hon var engagerad i kvinnorörelsen genom den lokala socialdemokratiska kvinnoklubben, vilket för en stockholmare var Stockholms allmänna kvinnoklubb, som bland annat samverkade med landsföreningen för kvinnans politiska rösträtt. Hon var även engagerad i kommunalpolitiken. 
Hon tillträdde 1927 som ersättare för socialdemokraten Sven Johan Karlsson från Nynäshamn i andra kammaren mitt under en mandatperiod. 
Morgonbris kommenterade hennes tilträde: 
"En ny kvinnlig ledamot fick andra kammaren mottaga omedelbart vid sin början. Det är vår kamrat Christina Ekberg från Huvudsta, som inträtt som ersättare för socialdemokraten S. J. Karlsson från Nynäshamn, vilken avsagt sig ledamotskapet på grund av viktiga uppdrag inom sin kommun. Christina Ekberg är även en god kraft på det kommunala området och i sin hemkommun innehar hon flera krävande uppdrag. Partiet har hon tillhört sedan 1893 och sedan dess, kan man säga, även vår kvinnorörelse inom vilken hon alltid verkat särskilt genom sitt arbete i den klubb hon tillhört."
Tillsammans med Nelly Thüring lade hon in en motion om fattigvården: "Av fru Ekberg och fru Thüring, angående utredning och förslag i fråga om stadgande, att landstingsområde skall vara fattigvårdsonvråde", och en angående kommunalskatten . 
Hon satt i riksdagen mandatperioden ut. 